# 1775
Cette page concerne l'année 1775  du calendrier grégorien. Pour l'année 1775 av. J.-C., voir 1775 av. J.-C.
L'année 1775 est une année commune qui commence un dimanche.

## Événements
- 7 mars : traité de Surate entre les Britanniques et le peshwâ Râghunâtha Râo, qui leur cède Salsette et Bassein[1].
- 21 mai : traité de Faizabad[2]. Varanasi (Bénarès) et Ghazipur sont prises à l’Aoudh par les Britanniques[3].
- 5 juin : William Bolts, un aventurier néerlandais, reçoit une charte fondant la Société impériale pour le commerce asiatique de Trieste et d'Anvers [4]. Il fonde d’éphémères comptoirs sur la côte de Malabar (1775-1792)[5].
- 21 août : le gouverneur d’Acre, le cheikh Daher el-Omar est tué lors d’une attaque de la flotte ottomane à cause de ses ambitions autonomistes[6]. Djezzar Pacha (« le boucher »), Mamelouk d’origine bosniaque, nommé gouverneur de la province de Saïda par la Porte, tente à son tour de créer un État réunissant le sud de la Syrie à la Palestine (fin en 1804)[7].
- Chine : Soumission sanglante des Miao, montagnards indépendants du Guizhou[8].

### Amérique
- 9 février : le Parlement du Royaume-Uni déclare le Massachusetts en rébellion[9].
- 23 mars : discours de Patrick Henry demandant une action militaire face aux agressions britanniques (Give me liberty or give me death) à Richmond (Virginie)[10].

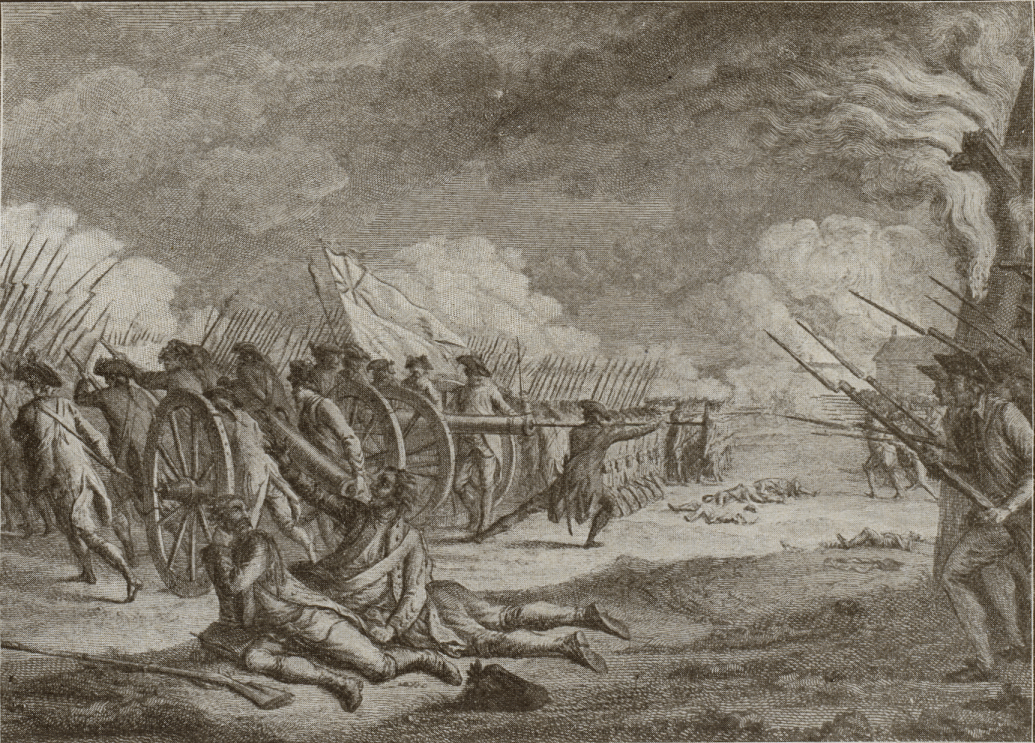
19 avril : bataille de Lexington et Concord

- 19 avril : batailles de Lexington (les Minute Men, milices clandestines américaines harcèlent une colonne britannique engagée dans une opération de police) et de Concord (Massachusetts)[9]. Les armées britanniques se replient sur Boston. Début du siège de Boston (fin le 17 mars 1776). Début de la guerre d'indépendance des États-Unis (fin en 1783).
- 9 mai : invasion du Canada. Les Américains prennent le fort Ticonderoga (autrefois Carillon), le fort de Crown Point (autrefois Pointe-à-la-Chevelure) le 11 mai et le fort Saint-Jean le 18 mai[11].
- 10 mai : ouverture du second Congrès continental[9]. John Hancock est élu président le 25[12].
- 22 mai : devant l’imminence d’une invasion américaine au Canada, l’évêque de Québec Jean-Olivier Briand accepte d’aider le gouverneur Carleton à inciter les « Canayens » à s’enrôler dans la milice pour défendre leur patrie et leur roi[13].
- 15 juin : George Washington est nommé par le Congrès commandant en chef des forces continentales[14].

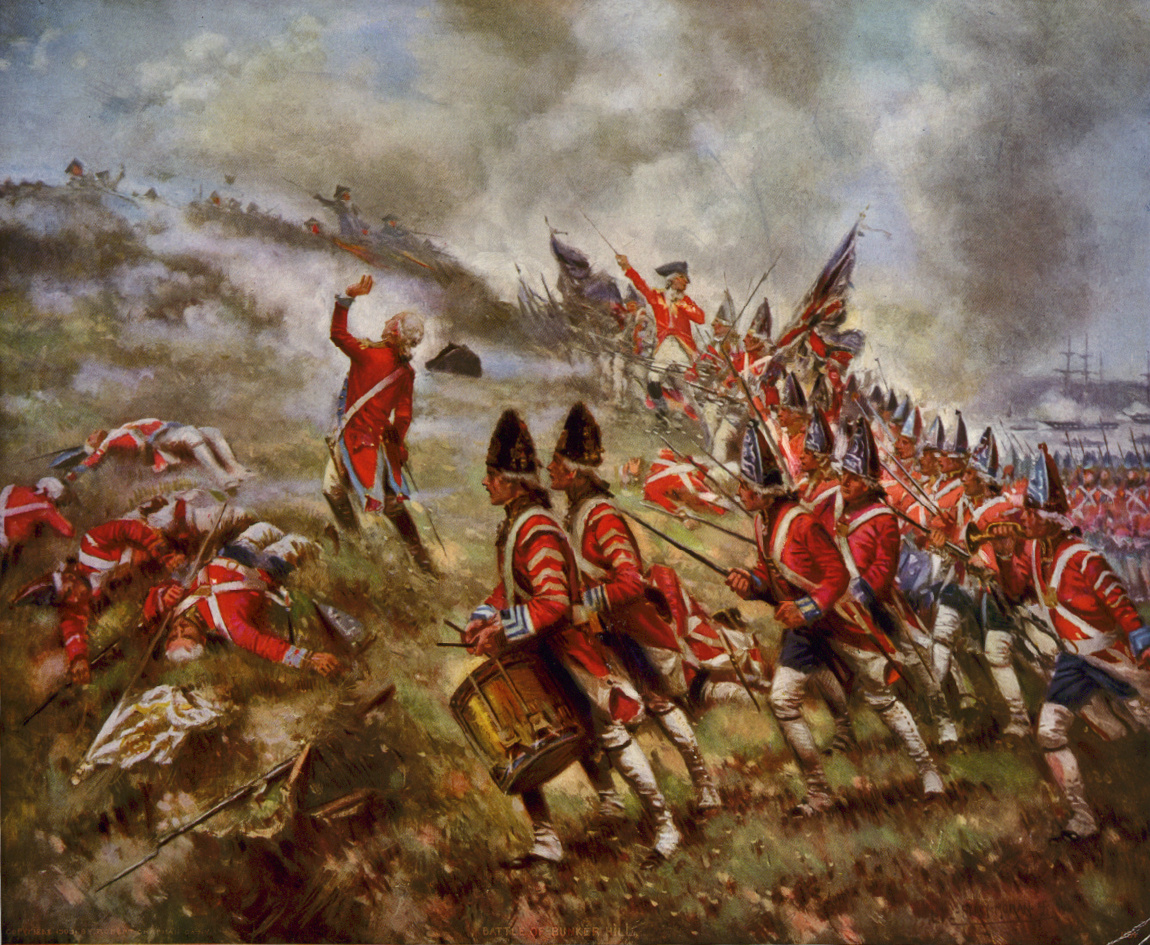
17 juin : bataille de Bunker Hill

- 17 juin : affrontements de Bunker Hill dans la guerre d'indépendance américaine. Victoire anglaise[9].
- 5 juillet : le Congrès continental signe la Pétition du rameau d'olivier dans l'espoir d'une réconciliation[15].
- 20 août : charte de fondation de Tucson en Arizona par les Espagnols[16].
- 23 août : Proclamation of Rebellion. George III du Royaume-Uni refuse la Pétition du rameau d'olivier[9].
- 25 septembre : bataille de Longue-Pointe[17].
- 2 novembre : prise du fort Saint-Jean après 45 jours de siège[18]. Richard Montgomery envahit le Québec conjointement avec Benedict Arnold
- 9 novembre : reddition de Trois-Rivières (sans avoir été contrainte de le faire)[18].
- 10 novembre : création des Continental Marines[19].
- 13 novembre : capitulation de Montréal[18].
- 28 novembre : le Congrès établit la Continental Navy[19].

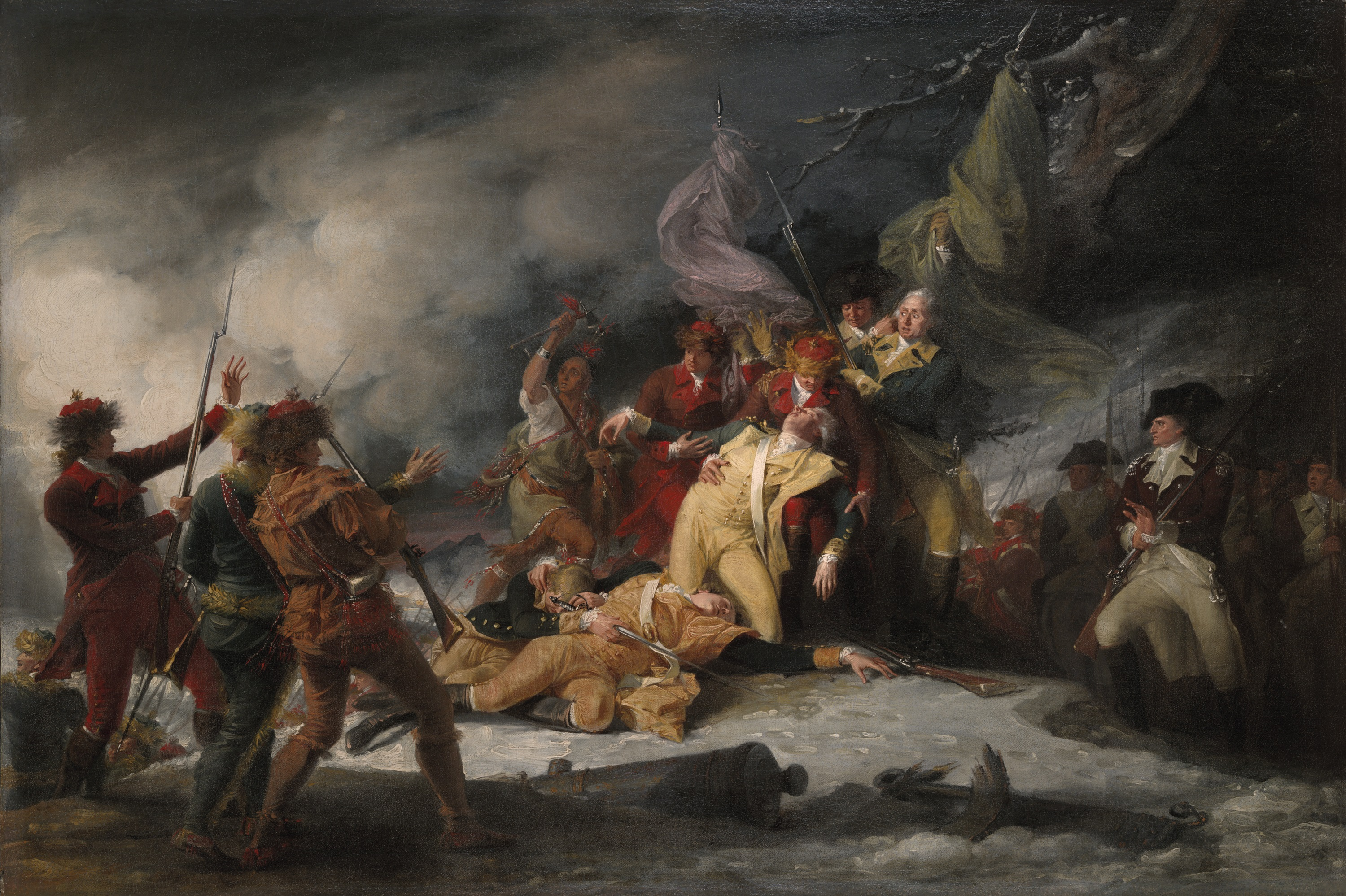
31 décembre : La mort du général Montgomery, John Trumbull, 1786

- 31 décembre : bataille de Québec. Richard Montgomery est tué dans une tentative d’invasion de Québec[20].

### Europe
- 21 janvier[21], Russie : Emelian Pougatchev, livré par ses cosaques au général Souvorov (19 septembre 1774) est transporté dans une cage de fer à Moscou où il est décapité (10 janvier du calendrier julien). La répression sur les lieux de la révolte fait 15 000 victimes et se poursuit jusqu’en août.
- 15 février : Le cardinal Braschi est élu pape. Il prend le nom de Pie VI (fin en 1799)[22].
- 4 avril, Allemagne : dernier procès d'une « sorcière », Anna Schwegelin, à Kempten im Allgäu[23]. La condamnation à mort n'est pas exécutée, Anna Schwegelin meurt en 1781.
- 4 mai : la Turquie cède la Bucovine à l'Autriche[24].
- 16 mai - 25 mai : grande jacquerie en Bohême. La marche convergente des notables villageois pour l’abolition de la corvée, prévue pour la Saint-Jean Népomucène, est rapidement dépassée. Des châteaux sont brûlés, des seigneurs sont assassinés. Les insurgés arrivent en désordre devant Prague le 25 mai. Le grand burgrave, Charles-Egon de Fürstenberg tente en vain de parlementer. Il doit faire charger à l’arme blanche, sans faire de victimes[25].
- 13 août : Marie-Thérèse promulgue sans accords avec la Diète sa patente de corvée, texte bien accueilli par les notables de Bohême qui le font accepter aux masses paysannes[25]. Joseph II et Kaunitz dissuadent Marie-Thérèse d’abolir la corvée. Les réformes sont timides et visent surtout à réorganiser le système seigneurial : les paysans du « dominical » doivent rendre leurs terres au seigneur qui en remboursera la valeur, les paysans du « rustical » reçoivent le droit de racheter la corvée qui est réglementée.
- 7 novembre : réforme des tribunaux de province en Russie[26]. Réforme administrative : la Russie est divisée en 51 gouvernements d’environ 300 000 habitants, à la place des 16 provinces, eux-mêmes divisés en districts (ouezdy)[27]. Un gouverneur désigné par l’empereur est placé à leur tête, avec de larges pouvoirs administratifs, policiers et judiciaire. Réforme de la justice. Chaque ordre (nobles, marchands, paysans libres), reçoit des tribunaux pour juger ses membres. Les libertés des Cosaques zaporogues sont supprimées.
- 17 novembre : la ville de Kuopio est fondée par le roi Gustave III de Suède[28].
- 25 décembre : bulle Incrustabile divinae sapientiae consilium qui condamne l’irréligion, l’impiété, l’athéisme et appelle à l’union des pouvoirs spirituels et des pouvoirs temporels contre l’irréligion[29].

## Naissances en 1775
- 3 janvier : Giovanni Carlo Bevilacqua, peintre italien († 28 août 1849).
- 20 janvier : André-Marie Ampère, physicien français († 10 juin 1836).
- 3 février : Louis-François Lejeune, peintre et militaire français († 29 février 1848).
- 9 février : Fabio Albertini, diplomate et patriote du royaume des Deux-Siciles († 5 mars 1848).
- 14 février : Henry Phipps, 1er comte de Mulgrave, homme politique britannique († 7 avril 1831).
- 21 février : Jean-Baptiste Girard, militaire français, général et baron d'Empire, qui servit pendant les guerres de la Révolution et de l'Empire († 27 juin 1815).
- 21 mars : Lucien Bonaparte, académicien français (fauteuil 32) († 29 juin 1840).
- 23 mars : Gottfried Wilhelm Völcker, peintre allemand († 1er novembre 1849).
- 11 avril : Charles Dumonchau, pianiste et compositeur français († 21 décembre 1820).
- 19 avril :
  - Martim Francisco Ribeiro de Andrada, homme politique brésilien († 23 février 1844).
  - Thomas-Pierre-Joseph Taschereau, militaire et homme politique canadien († 8 octobre 1826).
- 23 avril : Joseph Mallord William Turner, peintre, aquarelliste et graveur britannique († 19 décembre 1851).
- 30 avril : Nicolás Rodríguez Peña, homme d’affaires, militaire et homme politique espagnol puis argentin († 3 décembre 1853).
- 1er mai : Angélique Mongez, peintre néoclassique française († 20 février 1855).
- 25 mai : Pelagio Palagi, peintre italien († 6 mars 1860).
- 9 juillet : Matthew Gregory Lewis, romancier et dramaturge britannique († 14 mai 1818).
- 14 juillet : Jean-Louis Ducis, peintre français († 2 mars 1847).
- 23 juillet : Eugène-François Vidocq, aventurier et détective français († 11 mai 1857).
- 2 août : José Ángel Lamas, compositeur vénézuélien († 10 décembre 1814).
- 6 août : Daniel O'Connell, homme politique irlandais surnommé the Liberator ou the Emancipator († 15 mai 1847).
- 7 août : Henriette Lorimier, portraitiste française († 1er avril 1854).
- 12 août : Conrad Malte-Brun, géographe français d'origine danoise († 14 décembre 1826).
- 14 août : Louis Évain, militaire français naturalisé belge où il devient ministre de la Guerre († 30 décembre 1832).
- 17 août : Philippe Libon, violoniste virtuose et compositeur français d'origine espagnole († 5 février 1838).
- 31 août : François de Fossa, militaire et compositeur français († 3 juin 1849).
- 10 septembre : John Kidd physicien, chimiste et géologue britannique († 7 septembre 1851).
- 20 septembre : Jean Georg Haffner, médecin militaire français († 20 avril 1830).
- 23 septembre : Elisabeth von Adlerflycht, peintre allemande († 15 mars 1846).
- 6 octobre : Johann Anton André, éditeur de musique et compositeur allemand († 6 avril 1842).
- 15 octobre : Bernhard Henrik Crusell, clarinettiste et compositeur finlandais († 28 juillet 1838).
- 31 octobre : Antonín Machek, peintre autrichien († 18 novembre 1844).
- 15 novembre : François Rucloux, industriel et homme politique autrichien († 1er mai 1823).
- 18 novembre : Friedrich von Motz, homme politique prussien († 30 juin 1830).
- 13 décembre : Theodor Gottlieb von Hippel le Jeune, homme d'État prussien († 10 juin 1843).
- 16 décembre :
  - Jane Austen, écrivain britannique († 18 juillet 1817).
  - François-Adrien Boïeldieu, compositeur français († 8 octobre 1834).
- 17 décembre : François Marius Granet, peintre et dessinateur néoclassique français († 21 novembre 1849).

- Date précise inconnue :
  - William C. C. Claiborne, homme politique américain († 23 novembre 1817).
  - Amelia Curran, peintre irlandaise († 1847).
  - William Dealtry, pasteur anglais aux opinions évangéliques, archidiacre de Surrey et membre de la Royal Society († 1847).
  - Anette Hasselgren, peintre suédoise († 11 avril 1841).
  - Andreï Ivanov, peintre russe († 24 juillet 1848).
  - Jean Vignaud, peintre d’histoire et portraitiste français († 10 novembre 1826).
  - Pierre-François de Wailly, peintre français († 27 décembre 1852).

## Décès en 1775
- 20 mars : Jacques Perrault, négociant canadien (° 26 juin 1718).
- 29 août : Ludovico Mazzanti, peintre italien (° 5 décembre 1686).
- 24 septembre : Emanuel Büchel, boulanger, dessinateur, topographe et aquarelliste suisse (° 18 août 1705).
- 21 octobre : François-Hubert Drouais, peintre français (° 14 décembre 1727).
- 29 novembre : Lorenzo Somis,  peintre, violoniste et compositeur italien de l'ère baroque (° 11 novembre 1688).
- Date précise inconnue :
  - Enrico Albricci, peintre baroque (voire rococo) italien (° 1714).
  - Sebastiano Lo Monaco, peintre italien (° vers 1730).
  - Anne-Josèphe Michel de Roissy, comtesse de Coigny (° vers 1735).